# Bellingen Shire
Bellingen Shire är en kommun i Australien. Den ligger i delstaten New South Wales, i den sydöstra delen av landet, omkring 410 kilometer norr om delstatshuvudstaden Sydney. Antalet invånare var 12 668 vid folkräkningen 2016.
Följande samhällen finns i Bellingen:
- Urunga
- Bellingen
- Dorrigo
- Fernmount
- Repton
- Gleniffer
- Mylestom
- Deer Vale
- Brierfield
- Raleigh